# J´son
J'son es un personaje ficticio que aparece en los cómics estadounidenses publicados por Marvel Comics. Es el padre de Star-Lord

## Historial de publicaciones
El emperador J'son de Spartax apareció por primera vez en Marvel Preview # 11 y fue creado por Chris Claremont y John Byrne. El emperador J'son era el padre del personaje Star-Lord, que había sido presentado en Marvel Preview # 4.
En 2000, un personaje llamado Príncipe J´son de Spartax se presenta en Inhumans Vol. 3 # 2. Originalmente estaba destinado a ser el mismo Marvel Preview # 11 J´son, pero de antes.
Después de 2004, cuando Peter Quill fue introducido en la continuidad de Tierra-616, los problemas que fueron causados por la presencia de Quill en el Universo Marvel en el presente no fueron explicados oficialmente por Marvel Comics.
En 2013, el Rey J'son de Spartax fue presentado en Guardians of the Galaxy Vol. 3 # 0.1. Tal como lo volvió a imaginar el escritor Brian Michael Bendis y el artista Steve McNiven, este personaje se identifica definitivamente como el padre de Star-Lord que existió en el Universo Marvel actual de la Tierra-616. Debido a los problemas de continuidad que esta historia de origen revisada causó, Marvel Comics decidió que había dos versiones de Star-Lord y que los eventos de Marvel Preview # 11 y otras apariciones del "clásico" Star-Lord iban a ser designados oficialmente como ocurriendo en la Tierra-791.

## Biografía
Cuando la nave de J'son aterriza en la Tierra, Meredith Quill se hace cargo de ella. Los dos forman una relación mientras J'son repara su nave. Finalmente, J'son se ve obligado a irse para regresar a casa y luchar en una guerra. Se va, sin saber que Meredith está embarazada de Peter Quill.
Años después, se revela que J'son es el rey del sistema planetario Spartax. J'son se unió a otros miembros del Consejo Galáctico para declarar a la Tierra fuera de los límites de la interacción extraterrestre. Una vez que su hijo defendió la Tierra de un ataque de Badoon, J'son envió soldados de Spartoi para capturarlo y su equipo llamó a los Guardianes de la Galaxia. Sin embargo, los Guardianes lograron escapar y huir.
En un intento por finalmente deshacerse de los Guardianes y hacer que su hijo se uniera a él, todos los Guardianes fueron tratados por separado por el Spartoi y sus aliados. Sin embargo, no contaron con el aliado de los Guardianes, la Capitana Marvel, quien salvó a Peter Quill de J'son y del Imperio Spartoi. Mientras escapaba, Quill desacreditó a J'son a todo el imperio y lo reveló como un asesino sin corazón. Todo el Imperio Spartoi se rebeló contra J'son, quien se vio obligado a huir.
Ya sin un imperio o una fortuna, como se ve en la historia de El Vórtice Negro, J'son se convirtió en el villano conocido como Señor Cuchillo y comenzó a construir un imperio criminal. Ofreció una recompensa por su hijo y reunió al Escuadrón de Masacre para recuperar el Vórtice Negro.
Debido al precio que se le puso a su cabeza, Star-Lord comenzó a atacar al sindicato del crimen de Señor Cuchillo, sin saber que estaba tratando con su propio padre. Después de que el Escuadrón de Masacre logró finalmente capturar a Star-Lord mientras estaba en una cita con Kitty Pryde, Señor Cuchillo reveló su identidad a su hijo.
Después de que Peter escapara con la ayuda de Kitty Pryde, que viajó desde la Tierra para salvarlo, J'son fue rastreado hasta un planeta donde está Thane, el hijo de Thanos, y lo convenció para unirse a su causa.
Después de que Star-Lord y Kitty Pryde decidieran robar el Vórtice Negro de J'son con el único propósito de molestarlo, Señor Cuchillo envió a los Señores de la Matanza para perseguirlos y recuperar el Vórtice. Después de numerosos intentos fallidos para recuperar el Vórtice, Señor Cuchillo logró poner sus manos en él. Como parte de un trato con Thane, se sometió al Vórtice Negro y usó su poder mejorado cósmicamente para envolver la totalidad de Spartax en su construcción ámbar. El Señor Cuchillo traspasó a Spartax atrapado a Brood, a cambio de aprovechar su expansión y adquirir un planeta por cada diez mundos que conquistaron desde entonces.
En un momento en que la Capitána Marvel recuperó el Vórtice Negro, Thane y J'son la arrinconaron, y exigieron que les devolviera el Vórtice. Cuando Thane intentó usar sus poderes para encerrar a Carol en ámbar, usó el Vórtice Negro como escudo y desvió el ataque hacia J'son.
J'son permaneció encerrado en la construcción de ámbar que flotaba a través de la órbita de Spartax, hasta que fue encontrado por el Coleccionista, que era demasiado tarde para recuperar el Vórtice, pero se conformó con la incorporación de J'son a su colección. El encarcelamiento de construcción de ámbar de J'son fue recuperado más tarde por su hija Victoria y devuelto a Spartax.

## Poderes y habilidades
J'son de Spartax utiliza armas Spartax.
Se presume por el cambio genético sufrido puede alcanzar a tener fuerza sobrehumana, siempre y cuando se regenera de sus heridas de batalla.

## Otras versiones

### Tierra-791
J´son aparece por primera vez en Marvel Preview # 11, pero después de la introducción de Peter Quill a Tierra-616 en 2004, este y otros aspectos del "clásico" Star-Lord han sido oficialmente designados como ocurridos en Tierra-791 debido a problemas de continuidad. En este número, Star-Lord conoce a su padre y descubre su pasado. Años antes, J´son fue convocado por su padre cuando estalló la guerra entre los Spartoi y los Ariguans. En su camino de vuelta a casa, se vio obligado a estrellarse en la Tierra, donde se enamoró de una mujer llamada Meredith Quill. Los dos comenzaron una relación de un año antes de que J´son se viera obligado a abandonar la guerra para Spartax. Deseando proteger a Meredith del dolor de su partida,  J´son borró sus recuerdos de Peter Quill. J´son finalmente tomaría el lugar de su padre como emperador. Después de contarle a Star-Lord esta historia,  J´son le ofreció un lugar como heredero al trono. Peter se negó, y en su lugar, J´son adoptó a Kip Holm como futuro heredero.

### Inhumans Vol. 3
J´son es del Imperio Spartoi, donde los Spartoi son una raza hermana de los Shi'ar, separándose de sus primos hace millones de años. Él era el único hijo del Emperador anterior Eson, y por lo tanto era el Príncipe y único heredero del trono. Rechazando su idealismo, el Consejo de Ministros gobernante impidió a J'son tomar el trono. El futuro emperador se educaría, según la tradición de Spartax, al ser criado en docenas de planetas del Imperio que trabajan en muchas profesiones, incluyendo sirviente, minero, poeta, soldado y piloto, sobresaliendo en los dos últimos.
Cuando Ronan el Acusador del Imperio Kree obligó a la familia real Inhumana para intentar asesinar a la emperatriz Lilandra, gobernante del vecino Imperio Shi'ar durante una ceremonia de la boda que simbólicamente unir a los Shi'ar y Spartoi, J'son (que tenía visto con los Inhumanos) fue acusado de ser parte de la trama. Por esto, fue desterrado y considerado indigno del trono.
Mientras que los eventos de Inhumans vol. 3 tienen lugar en la Tierra-616, esta encarnación de J´son causa problemas de continuidad con el J'son introducido en Guardians of the Galaxy Vol. 2. 3. Por esta razón, se asume que estos son dos caracteres de diferencia, aunque no se ha dado una explicación oficial para estos problemas de continuidad.

## En otros medios

### Cine
- En Guardianes de la Galaxia vol. 2, Ego el Planeta Viviente es el padre de Star-Lord en lugar de J'son, de la versión de Marvel Cinematic Universe. El director y escritor James Gunn explicó por qué hizo el cambio: "Simplemente no me gusta mucho el personaje J'son", dijo. "También pensé que era demasiado como una cosa de Star Wars debido a la realeza y todo eso".[14]

### Televisión
- J'son aparece en la primera temporada de Guardianes de la Galaxia, con la voz de Jonathan Frakes.[15] es el Emperador de Spartax y el padre de Peter Quill y la Capitana Victoria. Además, es un aliado secreto de Thanos. 
  - Aparece por primera vez en el episodio 14, "No Pierdas la Fe". En él se encuentra con los Guardianes de la Galaxia y con Mantis. J'son finalmente reconoce a Peter Quill como su hijo, debido a que tienen la misma arma elemental.

Cuando Mantis afirma que J'son es un tirano y trata de atacarle, los Guardianes de la Galaxia la detienen. J'son permite a su hijo a ser criado durante su estancia en Spartax. Lo que Star-Lord no sabe es que J'son está en connivencia con Thanos, donde un acuerdo ha sido dispuesto para J'son en llevar la Semilla Cósmica y a Star-Lord a él cuando llegue ese día.
- - En el episodio 15, "Los Accidentes Suceden", J'son se reúne con los miembros del Consejo Galáctico: Thor, la Nova Prime-Irani Rael, el Gran Comisionado de Rigel y la Inteligencia Suprema Kree, mientras que la introducción de Star-Lord con la Capitana Victoria (la otra hija de J'son). Como reparación a la Inteligencia Suprema, J'son planea darle una de las refinerías de asteroides al Imperio Kree.
  - En el episodio 16, "El Árbol de los Mundos", J'son tiene la presentación de su última estatua, mientras que está en presencia de Thor y Angela. A raíz de un incidente en el que Drax el Destructor luchó contra Thor lo que resulta en la destrucción de la estatua descubierta por J'son y tiene a Drax, Gamora, Rocket Raccoon y Groot prohibidos en su palacio. Mientras que habla con su hijo, J'son le dice cómo una vez fue a buscar a la Semilla Cósmica que llevó a los acontecimientos que lo llevaron a cumplir con Meredith Quill. Si bien en su habitación privada después, Thanos le dice a J'son que van a tener la Semilla Cósmica pronto, sabiendo que su hijo iba a ir tras él. Más tarde, J'son pretende estar enojado con los Guardianes que fueron atrapados robando, pero manifiesta su decepción con la incapacidad de Star-Lord para obtener la Semilla. Al darse cuenta de J'son destinado a que ocurra, Quill revoca su derecho como heredero al trono y se va con los Guardianes.
  - En el episodio 17, "Persigue a tu Amor", Thanos empieza a ser impaciente con J'son que luego se corta la transmisión de Thanos cuando Star-Lord entra en su oficina y le da el CryptoCubo para resolver él mismo. Después de hojas Star-Lord, J'son encuentra que el CryptoCubo es falso y llama a sus guardias. A Star-Lord, Gamora y Rocket encuentran a Rora, J'son envía una transmisión a Rora para traer a su hijo de vuelta a Spartax. Tras la derrota de Lucy y Supergigant, Rora le muestra a Star-Lord algunas tomas de archivo donde se reveló que J'son habla con Yondu de entrenar a Star-Lord para ser un buen ladrón, mientras que no lo quería ver y venir a Spartax hasta que sea el momento adecuado. La reunión de J'son con el Consejo Galáctico se estropea por los Guardianes de la Galaxia que se muestran las imágenes de las acciones de J'son que implican el robo de la Semilla Cósmica de Asgard. Thor le dice a J'son que lo que ha visto, es un acto de guerra. Los otros miembros del Consejo Galáctico se van, antes de que los Guardianes de la Galaxia podrían revelar otras filmaciones. J'son se irritó a lo que hizo los Guardianes de la Galaxia y llama a sus guardias.
  - En el episodio 18, "La Guerra contra Asgard, Parte 1: El Ataque del Rayo", J'son teniendo a los Guardianes de la Galaxia encarcelados y tiene a sus ejércitos que se preparan para la invasión de Asgard. Después de que la capitana Victoria libera en secreto a los Guardianes de la Galaxia, terminan luchando contra su camino más allá de los robots de J'son. Star-Lord termina luchando contra su padre hasta que se las arregla para aterrizar la Milano a fin de que los Guardianes de la Galaxia lleguen a Thor. Cuando Loki se reúne después con J'son, Thor y los Guardianes de la Galaxia mostraran un segundo a Star-Lord de usar el material tomado de la armadura Destructor para exponer a J'son de haber robado la Semilla Cósmica y Loki roba de nuevo con él. J'son a continuación, se venga de tocar un botón que hace que Thanos y su ejército aparezcan.
  - En el episodio 19, "La Guerra contra Asgard, Parte 2: El Rescate", afirma J'son a Thanos que necesitan vivo a su hijo para activar el CryptoCubo causando a Thanos de hacer con Star-Lord. Antes, Victoria pudo detener a su padre, pero J'son afirma que lo necesitan para ayudar a recuperar a Star-Lord. Esto hace que los Guardianes de la Galaxia en colocarlo con puños especiales. Cuando en el rango de la flota de Thanos, J'son inhabilita el dispositivo de camuflaje del Milano y se escapa en una de sus naves. Durante la lucha entre las fuerzas de Thanos, los Guardianes de la Galaxia, y Asgardianos, Star-Lord se dedica brevemente a su padre en la batalla. Después de Thanos desapareció en un agujero negro, la capitana Victoria se encontró con la flota Spartaxian donde J'son es detenido y removido de su posición como emperador de Spartax. Cuando Star-Lord sería el nuevo emperador, pero se lo dejó a Victoria.

- Regresa en la segunda temporada:
  - En el episodio 14, "El Regreso", se reveló en un flashback de que J'son tenía un laboratorio secreto en Spartax donde estaba Mantis y aquellos como ella de experimentarlos y en donde se convirtió en el patriarca de los Creyentes Universales. Mantis atrae a Sam Alexander a Spartax donde manipula los eventos que le permitieron liberar a J'son.
  - En el episodio 15, "Caballeros de Cascos Negros", J'son y Mantis llevan a Sam Alexander a una nave espacial Xandarian dentro del estómago de una ballena espacial donde se llevan a cabo los Cascos Nova Centurian. Después de Mantis se convierte en piedra y se desmorona al ponerse uno falso, J'son manipula los acontecimientos que permitieron a Sam para encontrar los verdaderos Cascos Nova Centurian. Después de ponerse uno, pelea brevemente contra los Guardianes de la Galaxia y Sam antes de salir, se lleva los Cascos Nova Centurian.
  - En el episodio 16, "Nova en Mí, Nova en Ti", J'son se posesiona como oficial de policía con el fin de llegar a los registros permanentes de Sam en su escuela. Él ataca a Sam en su clase resultando en una pelea que los Guardianes de la Galaxia se unen. Después de la batalla resultante que dañó la escuela y el campo de fútbol, J'son se presenta como un oficial de policía para hablar con la Sra. Alexander. Esto resulta más tarde en otro con Sam y los Guardianes de la Galaxia donde Rhomann Dey y el Cuerpo Nova se unen a la batalla. Cuando J'son está a punto de ir como Supernova la segunda vez, Sam lo lleva a la atmósfera de la Tierra donde explota. Star-Lord no está seguro, si J'son sobrevivió.
  - En el episodio 21, "Un Aliado Menos", J'son regresa con el Orden Negro teniendo Cascos Nova Centurian y capturan a Quill y Adam Warlock, pero escapan a un planeta y ve que solo Warlock es teletransportado. Luego de tener a Quill, le ofrece un trato a Warlock si destruye a los Guardianes. Pero al ser engañado, es derrotado y arrebatado de su casco. Captura a Warlock con una esfera, pero es absorbido por su gema, haciendo que Warlock se vuelva Magus.
  - En el episodio 24, "Detrás de los Ojos Dorados", J'son aparece vivo dentro de Warlock al controlarlo desde adentro, cuando Star-Lord es absorbido por su gema. En la batalla dentro de Warlock, J'son lucha contra Star-Lord por el control de Warlock, antes de que los Guardianes son absorbidos por Magus y luchan contra J'son. Al final de que J'son es derrotado y expulsado con los Guardianes por Warlock, toma el casco Nova Centurian para provocar una supernova al querer destruir todo el universo, y Warlock se sacrifica para detenerlo.
  - En el episodio 25, "Hijo Desafortunado", J'son es liberado de la prisión por Quill, para pedirle ayuda en salvar a los Guardianes de la Galaxia de una inteligencia artificial llamado Korvac, al decirle todo de su pasado y fue quién le arrebató a la I.A. Rora. Al entrar a la fortaleza de Korvac con Quill, ve a los Guardianes convertidos en droides. Al escapar dejando a su hijo, Korvac lo encuentra y también lo convierte en un droide antes de abordar el Milano. Al ser destruida la fortaleza de Korvac, J'son y los Guardianes vuelven a la normalidad. J'son se redimide volviendo a la celda en Spartax, y a lado de Rora, al decirle varias palabras.